# Florence Duperval Guillaume
Florence Duperval Guillaume (Puerto Príncipe, Haití, 24 de septiembre de 1964) es una doctora y alta funcionaria haitiana que se desempeñó como primera ministra interina de Haití desde 2014 hasta 2015. Anteriormente fue ministra de Salud dentro de los gabinetes de Garry Conille y Laurent Lamothe.
Tras la renuncia de Lamothe, el presidente Michel Martelly nombró a Duperval el 21 de diciembre de 2014 como primera ministra interina conforme a la Constitución. Se mantuvo en el cargo hasta el 16 de enero de 2015, con el fin de formar un nuevo gobierno.